# Dynasty Cup
La Dynasty Cup fu una competizione calcistica alla quale parteciparono alcune squadre nazionali dei Paesi dell'Asia Orientale aderenti alla EAFF.

## Albo d'oro
| Vittorie | Nazione       | Anno/i           |
| -------- | ------------- | ---------------- |
| 3        | Giappone      | 1992, 1995, 1998 |
| 1        | Corea del Sud | 1990             |

## Edizioni
| Dynasty Cup   | Dynasty Cup     | Dynasty Cup   | Dynasty Cup       | Dynasty Cup       | Dynasty Cup       | Dynasty Cup       | Dynasty Cup       | Dynasty Cup       | Dynasty Cup       | Dynasty Cup       | Dynasty Cup       | Dynasty Cup       | Dynasty Cup       | Dynasty Cup       | Dynasty Cup       | Dynasty Cup       | Dynasty Cup |
| ------------- | --------------- | ------------- | ----------------- | ----------------- | ----------------- | ----------------- | ----------------- | ----------------- | ----------------- | ----------------- | ----------------- | ----------------- | ----------------- | ----------------- | ----------------- | ----------------- | ----------- |
| Anno          | Paese ospitante |               | Classifica finale | Classifica finale | Classifica finale | Classifica finale | Classifica finale | Classifica finale | Classifica finale | Classifica finale | Classifica finale | Classifica finale | Classifica finale | Classifica finale | Classifica finale | Classifica finale |             |
| Anno          | Paese ospitante | Campione      | Campione          | Campione          | 2º posto          | 2º posto          | 2º posto          | 3º posto          | 3º posto          | 3º posto          | 4º posto          | 4º posto          | 4º posto          |                   |                   |                   |             |
| 1990 Dettagli | Cina            | Corea del Sud | Corea del Sud     | Corea del Sud     | Cina              | Cina              | Cina              | Corea del Nord    | Corea del Nord    | Corea del Nord    | Giappone          | Giappone          | Giappone          |                   |                   |                   |             |
| 1992 Dettagli | Cina            | Giappone      | Giappone          | Giappone          | Corea del Sud     | Corea del Sud     | Corea del Sud     | Corea del Nord    | Corea del Nord    | Corea del Nord    | Cina              | Cina              | Cina              |                   |                   |                   |             |
| 1995 Dettagli | Hong Kong       | Giappone      | Giappone          | Giappone          | Corea del Sud     | Corea del Sud     | Corea del Sud     | Hong Kong         | Hong Kong         | Hong Kong         | Cina              | Cina              | Cina              |                   |                   |                   |             |
| 1998 Dettagli | Giappone        | Giappone      | Giappone          | Giappone          | Cina              | Cina              | Cina              | Corea del Sud     | Corea del Sud     | Corea del Sud     | Hong Kong         | Hong Kong         | Hong Kong         |                   |                   |                   |             |

## Piazzamenti
| Squadra        | 1º | 2º | 3º | 4º |
| Giappone       | 3  | 1  | 0  | 0  |
| Corea del Sud  | 1  | 2  | 1  | 0  |
| Cina           | 0  | 2  | 0  | 2  |
| Corea del Nord | 0  | 0  | 2  | 0  |
| Hong Kong      | 0  | 0  | 1  | 1  |

## Partecipazioni e prestazioni nelle fasi finali
| Nazionale            | Dynasty Cup | Dynasty Cup | Dynasty Cup | Dynasty Cup | Partecip. | Vittorie |
| Nazionale            | 1990        | 1992        | 1995        | 1998        | Partecip. | Vittorie |
| -------------------- | ----------- | ----------- | ----------- | ----------- | --------- | -------- |
| Giappone             | 4°          | 1°          | 1°          | 1°          | 4         | 3        |
| Corea del Sud        | 1°          | 2°          | 2°          | 3°          | 4         | 1        |
| Cina                 | 2°          | 4°          | 4°          | 2°          | 4         | -        |
| Corea del Nord       | 3°          | 3°          | -           | -           | 2         | -        |
| Hong Kong            | -           | -           | 3°          | 4°          | 2         | -        |
| Squadre partecipanti | 4           | 4           | 4           | 4           | Edizioni  | 4        |

Legenda: 1° = Primo classificato, 2° = Secondo classificato, 3° = Terzo classificato, 4° = Quarto classificato, - = Non qualificato

## Nazioni ospitanti
| Edizioni | Nazione   | Anno/i     |
| -------- | --------- | ---------- |
| 2        | Cina      | 1990, 1992 |
| 1        | Hong Kong | 1995       |
| 1        | Giappone  | 1998       |

## Esordienti
| Anno | Paese ospitante | Nazionali esordienti                          |
| 1990 | Cina            | Cina, Corea del Nord, Corea del Sud, Giappone |
| 1992 | Cina            | Nessuna                                       |
| 1995 | Hong Kong       | Hong Kong                                     |
| 1998 | Giappone        | Nessuna                                       |